# Lennart Carleson
Lennart Axel Edvard Carleson (Stoccolma, 18 marzo 1928) è un matematico svedese, vincitore del premio Wolf nel 1992 e del premio Abel nel 2006 per i suoi contributi all'analisi armonica e alla teoria dei sistemi dinamici.
Nel 1966 dimostrò l'omonimo teorema.